# Рокітниця (Ласький повіт)
Рокітниця (пол. Rokitnica) — село в Польщі, у гміні Ласьк Ласького повіту Лодзинського воєводства.
Населення — 238 осіб (2011).
У 1975-1998 роках село належало до Серадзького воєводства.

## Демографія
Демографічна структура станом на 31 березня 2011 року:
|          | Загалом | Допрацездатний вік | Працездатний вік | Постпрацездатний вік |
| -------- | ------- | ------------------ | ---------------- | -------------------- |
| Чоловіки | 120     | 27                 | 79               | 14                   |
| Жінки    | 118     | 27                 | 61               | 30                   |
| Разом    | 238     | 54                 | 140              | 44                   |